# História econômica da República Popular da China
Quando o Partido Comunista da China chegou ao poder em 1949, os objetivos fundamentais de seus líderes eram transformar a nova República Popular da China em uma nação moderna, poderosa e socialista. Em termos econômicos, esses objetivos significavam industrialização, melhoria dos padrões de vida, diminuição da desigualdade e produção de equipamentos militares modernos. Com o passar dos anos, a liderança do partido continuou a se comprometer com essas metas, porém as políticas econômicas formuladas para alcançá-las foram alteradas em várias ocasiões em resposta a mudanças na economia e na política interna, bem como nos desenvolvimentos políticos e econômicos internacionais.
Uma importante distinção emergiu entre os líderes que defendiam que os objetivos de igualdade de renda e maior consciência política deveriam ter prioridade e aqueles que acreditavam que a industrialização e modernização econômica geral eram pré-requisitos para a obtenção de uma ordem socialista bem-sucedida. Entre os líderes proeminentes do primeiro grupo pode-se destacar Mao Zedong, Lin Biao e os membros da “Gangue dos Quatro”. Os líderes que enfatizavam considerações econômicas práticas incluíam Liu Shaoqi, Zhou Enlai e Deng Xiaoping. Em sua maioria, importantes mudanças políticas refletiram a ênfase alternada entre metas políticas e econômicas e foram acompanhadas por grandes mudanças nas posições dos indivíduos na estrutura do poder político.

## Da Revolução Comunista à Abertura Comercial

### O pós guerra (1949-1952)

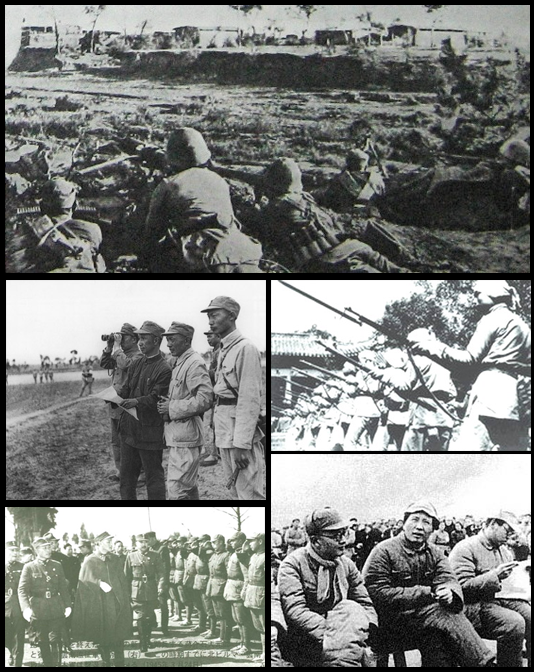
A Guerra Civil Chinesa teve efeitos negativos consideráveis para a economia do país.

Em 1949, a China seguiu uma estratégia de desenvolvimento socialista da indústria pesada, ou a estratégia do "Grande Empurrão". O consumo foi reduzido enquanto que foi dada grande prioridade para a rápida industrialização. O governo tomou o controle de grande parte da economia e redirecionou seus recursos financeiros para a construção de novas fábricas. Novas indústrias foram criadas. O mais importante, o crescimento econômico, foi iniciado. O controle firme do orçamento do país e da oferta de dinheiro reduziu a inflação no final do ano de 1950. A maior parte do plano econômico chinês foi custeado pela supressão do setor privado, e se apoiou nas três/cinco anticampanhas entre 1951 e 1952. As campanhas econômicas foram notórias por serem anticapitalistas, e por implantar encargos que puniam severamente os capitalistas com grandes multas. Durante o início do governo do Partido Comunista Chinês, os líderes do partido tinham concordado que, para uma nação como a China, que não tinha nenhuma indústria pesada e tinha uma produção secundária desprezível, a utilização do capitalismo era bem-vindo para construir a "Nova China", e o capitalismo seria extinto assim que a China atingisse o seu objetivo econômico e se tornar um estado plenamente comunista.
Em 1949, a economia chinesa sofria os efeitos debilitantes da Segunda Guerra Mundial e da Guerra Civil. Muitas minas e fábricas haviam sido danificadas ou destruídas e as tropas soviéticas haviam desmantelado cerca de metade das máquinas nas principais áreas industriais do nordeste. Sistemas de transporte, comunicação e energia haviam sido destruídos ou se deterioraram devido à falta de manutenção. A agricultura fora interrompida e a produção de alimentos era cerca de 30% abaixo do pico anterior à guerra. Além disso, os males econômicos foram agravados por uma das inflações mais virulentas da história mundial.
O principal objetivo do governo para o período 1949-1952 foi reaquecer a economia. A administração buscou reparar os sistemas de transporte e comunicação e estimular o comércio, que fora parcialmente regulado pelo estabelecimento de empresas comerciais estatais (departamentos comerciais), as quais competiam com comerciantes privados na compra de bens e na sua venda a consumidores ou empresas. A transformação da propriedade na indústria prosseguiu lentamente: grande parte do setor de transporte e cerca de um terço das empresas do país estavam sob controle estatal durante o período do Kuomintang  (1927-1949), sendo transformadas imediatamente em empresas estatais pelo Partido Comunista. As empresas privadas remanescentes foram gradualmente colocadas sob controle do governo (em 1952, 17% das unidades industriais ainda estavam completamente fora do sistema estatal). O sistema bancário foi nacionalizado e centralizado sob o Banco Popular da China. Para manter a inflação sob controle, o governo unificou o sistema monetário em 1951, restringiu a oferta de crédito e os orçamentos do governo em todos os níveis.
Na agricultura, uma grande mudança na propriedade da terra foi realizada. No âmbito de um programa de reforma agrária de nível nacional, cerca de 45% das terras aráveis foram redistribuídos dos latifundiários e dos agricultores mais prósperos para 60% a 70% das famílias rurais que anteriormente possuíam pouca ou nenhuma terra. Uma vez que a reforma agrária fora concluída em uma área, os agricultores eram incentivados a cooperar em algumas fases da produção através da formação de pequenas “equipes de ajuda mútua” de seis ou sete famílias cada. Trinta e nove por cento de todas as famílias rurais pertenciam a equipes de ajuda mútua em 1952. Em 1952, a estabilidade de preços havia sido estabelecida, o comércio havia sido restaurado e a indústria e a agricultura haviam recuperado seus picos anteriores de produção. O período de recuperação alcançara seus principais objetivos.

## Planos quinquenais
Os plano quinquenais são os planos de desenvolvimento chineses. Eles são um mecanismo adotado pelo país em altos e baixos econômicos, bem como durante mudanças no ambiente externo. Os planos de cinco anos da China adotam uma abordagem de cima para baixo durante a implementação, mesmo assim, eles envolvem rodadas de solicitação de opinião de baixo para cima antes de serem colocados em prática. Sugestões de especialistas, funcionários do governo, consultores políticos e organizações avaliadoras terceirizadas são levadas em consideração durante a formulação dos planos. Esses esforços têm sido feitos para garantir um roteiro viável, consistente e previsível, que se alinha com a visão de longo prazo do país para o rejuvenescimento nacional. Em contraste com as constantes mudanças e reversões de governos nos países ocidentais, como por exemplo o Brasil de Lula e os EUA de Trump, onde as promessas e planos de um governo têm menor probabilidade de serem cumpridos pelo próximo governo, os planos quinquenais da China mostram futuro previsível.

### Primeiro Plano Quinquenal (1953-57)
Durante as décadas de 1950 e 1960, várias mudanças ocorreram nas prioridades e nas políticas econômicas. Durante o primeiro plano econômico de cinco anos (entre 1953 e 1957), foi promovida uma política de rápido desenvolvimento industrial contínuo, embora fosse baseado de alguma forma no detrimento de outros setores econômicos. A maior parte do investimento estatal  foi direcionada para o setor industrial. A agricultura, que empregava mais de 78,6% da força de trabalho, foi obrigada a depender de seu próprio capital, que estava escasso, para garantir recursos para as suas mais variadas necessidades. A prioridade mais importante foi dada ao setor industrial, tal como o carvão mineral, energia elétrica, ferro e aço, materiais de construção, produtos químicos básicos e engenharia pesada. Seguindo o modelo soviético, o plano econômico conseguiu construir grandes fábricas tecnologicamente sofisticadas e com grande intensidade capitalista. Foram construídas muitas novas fábricas com assistência financeira e técnica soviética, já que a China não poderia montar um forte setor industrial de forma independente.

Tendo restaurado uma base econômica viável, a política econômica deu início a um programa intensivo de crescimento industrial e socialização. Para esse fim, o governo adotou o modelo econômico soviético, baseado na propriedade estatal nos setores mais modernos, grandes unidades coletivas na agricultura e planejamento econômico centralizado. A abordagem soviética ao desenvolvimento econômico foi manifestada no primeiro plano quinquenal (1953-1957). Como na economia soviética, o objetivo principal era uma alta taxa de crescimento econômico, com ênfase primária no desenvolvimento industrial em detrimento da agricultura, com concentração particular na indústria pesada e na tecnologia intensiva em capital. Os soviéticos apoiaram a formulação do plano chinês: engenheiros, técnicos e cientistas soviéticos ajudaram no desenvolvimento e instalação de novas instalações industriais pesadas, com a aquisição de fábricas inteiras e equipamentos da União Soviética. O governo pressionou e deu incentivos financeiros aos proprietários de empresas privadas a vendê-las ao Estado ou convertê-las em empresas públicas-privadas conjuntas sob controle estatal. Em 1956, aproximadamente 67,5% de todas as empresas industriais eram de propriedade estatal e o restante estava sob controle público-privado. No mesmo período, as indústrias artesanais foram organizadas em cooperativas, representando 91,7% de todos os trabalhadores desse setor.

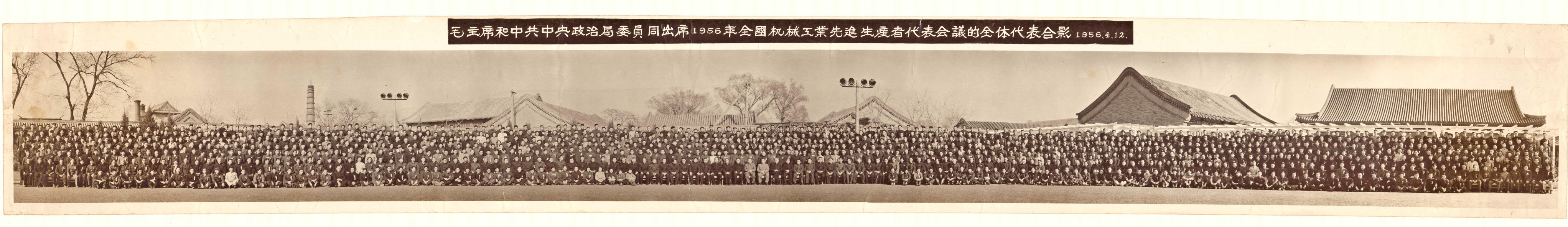
Presidente Mao Zedong e outros líderes do Partido Comunista da China em 1956, responsáveis pelo Primeiro Plano Quinquenal para a economia chinesa.

A agricultura também passou por extensas mudanças organizacionais: as “equipes de ajuda mútua” , nas quais as famílias ainda recebiam alguma renda com base na quantidade de terra que contribuíam, foram transformadas em “cooperativas avançadas”, onde a renda era baseada apenas na quantidade de trabalho contribuído, embora cada família tenha sido autorizada a manter uma pequena parcela privada para cultivo próprio. O processo de coletivização começou lentamente, mas se acelerou em 1955 e 1956. Em 1957, cerca de 93,5% de todas as famílias rurais se juntaram às cooperativas avançadas. Apesar da falta de investimento estatal na agricultura, a produção agrícola aumentou substancialmente, com um aumento médio de cerca de 4% ao ano. Ao final do Primeiro Plano Quinquenal, os líderes chineses demonstraram preocupação com o desempenho relativamente lento da agricultura e a incapacidade das empresas comerciais estatais em aumentar a quantidade de grãos adquirida para o consumo urbano.
Em termos de crescimento econômico, o Primeiro Plano Quinquenal foi bem-sucedido, especialmente nas áreas enfatizadas pela estratégia de desenvolvimento ao estilo soviético. Indústrias-chave, incluindo a fabricação de ferro e aço, mineração de carvão, produção de cimento, geração de eletricidade e construção de máquinas foram expandidas com incremente tecnológico. Milhares de empresas industriais e de mineração foram construídas, com 156 grandes instalações. A produção industrial cresceu a uma taxa média anual de 19% entre 1952 e 1957, e a renda nacional cresceu a uma taxa de 9% ao ano.

### Grande Salto Adiante (1958-1960)

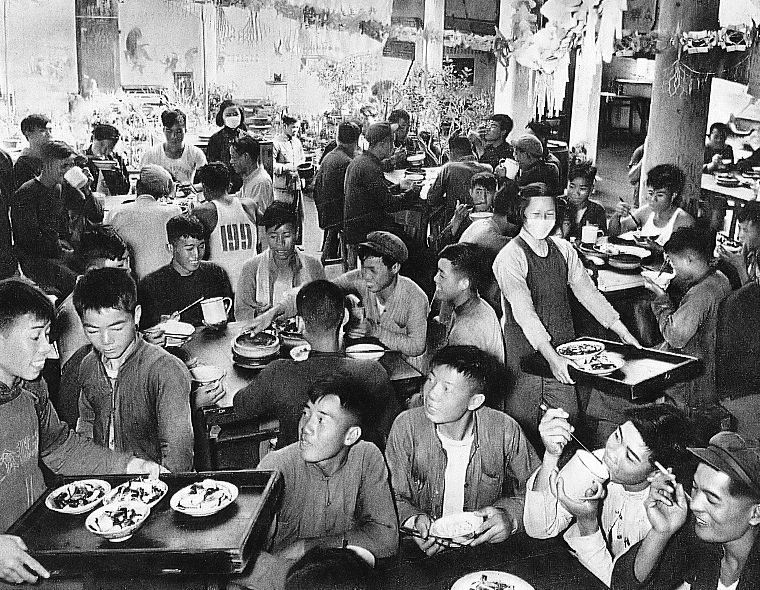
Exemplo de uma Comuna Popular chinesa durante uma típica refeição coletiva.

Durante o primeiro plano econômico, conseguiu-se o rápido desenvolvimento da indústria pesada, mas alguns meses depois da implantação do segundo plano econômico de cinco anos (1958-1962), que estava baseado nas mesmas diretrizes do primeiro plano, a política do "Grande Salto Adiante" foi anunciada. Na agricultura, isto envolvia a formação de comunas populares, a extinção de fúndios (terras) privadas, e o aumento da produção por meio da maior cooperação e do esforço físico. A construção de grandes fábricas foi continuada, e juntamente com isso, existia a iniciativa de criar uma grande rede auxiliar de indústrias pequenas e simples, e da formação de novas fábricas, que foram construídas e gerenciadas localmente. Porém, os camponeses chineses não estavam preparados para o regime comunal, e logo em seguida, ocorreu uma profunda queda da produção. Concorrentemente, os métodos de produção irregulares e desorganizados falharam em atingir os objetivos pretendidos, já que enormes quantidades de produtos caros e de baixa qualidade foram produzidos. O mais notável produto nesta categoria foi o aço produzido de ferro de baixa qualidade, que não é utilizável em construções. Durante aquela época, estas falhas foram agravadas, juntamente com outros aspectos, pela ruptura sino-soviética, que causou o cancelamento da assistência soviética, que tinha fornecido técnicos e projetos. Como consequência, o país estava na eminência de um desastre econômico e humanitário durante o final da década de 1960. Mao Tse-tung autoexilou-se e afastou-se da política chinesa, e foi sucedido por Liu Shaoqi, que fez uma revolução política no país. Ele declarou que os desastres eram "30% pela falta de experiência, e 70% pelo erro humano". Os fúndios privados voltaram a ser permitidos, o tamanho das comunas foi reduzido, e a China conquistou uma maior independência financeira com a criação de equipes de produção. Houve também um grande contingente de desempregados que voltaram a apoiar o estado chinês, e o investimento industrial foi paralisado com o objetivo de aumentar o investimento na agricultura chinesa.

Ao final do Primeiro Plano Quinquenal, o governo adotou medidas para descentralizar grande parte da tomada de decisões econômicas para as administrações locais. Em 1958, o Segundo Plano Quinquenal (1958-1962), que pretendia dar continuidade às políticas do primeiro plano, foi abandonado. Em seu lugar, a liderança adotou uma abordagem que se baseava em esforços de toda a população para produzir um “grande salto" em todos os setores da economia de uma só vez. Um problema fundamental fora a falta de capital suficiente para investir na indústria e na agricultura ao mesmo tempo. Para superar esse problema, a liderança decidiu tentar criar capital no setor agrícola, construindo vastas obras de irrigação e controle de água, empregando grandes equipes de agricultores cujo trabalho não estava sendo totalmente utilizado. A mão-de-obra rural excedente também deveria ser empregada para apoiar o setor industrial, montando milhares de projetos industriais de “baixa tecnologia” e de pequena escala em unidades agrícolas, que produziriam maquinário necessário para o desenvolvimento agrícola e componentes para indústrias urbanas. A mobilização de mão-de-obra rural excedente e outras melhorias na eficiência agrícola seriam realizadas através da transição para o estágio final da coletivização agrícola: formação das comunas populares.

Pessoas no campo trabalhando à noite para produzir aço durante o Grande Salto Adiante. O período teve como resultado uma grave crise de produção, seguida pela Grande Fome Chinesa.

As comunas populares foram criadas pela combinação de 20 ou 30 cooperativas de produtores avançados, com média de 20.000 a 30.000 membros cada, buscando-se combinar em um só corpo as funções do nível mais baixo do governo local com o nível mais alto de organização na produção agrícola. As comunas consistiam em três níveis organizacionais (administração da comunidade central; brigada de produção; e equipe de produção), pretendendo assumir a maior parte do planejamento e tomada de decisões para atividades agrícolas, incluindo o local de estabelecimento das famílias. Na prática, essa forma ideal e extremamente centralizado de comunas não foi instituída na maioria das áreas. Noventa e oito por cento da população agrícola foi organizada em comunas entre abril e setembro de 1958. Logo ficou evidente a impossibilidade das comunas em realizar todas as funções gerenciais e administrativas que lhes eram atribuídas. Em 1959 e 1960, a maioria das decisões de produção retornou para os níveis da brigada e da equipe, e eventualmente a maioria das responsabilidades governamentais foi devolvida às administrações locais. Não obstante, o sistema de comunas foi mantido e continuou sendo a forma básica de organização no setor agrícola até o início dos anos 80.
Durante o Grande Salto Adiante, também se esperava que o setor industrial aumentasse a produção. O zelo político deveria ser a força motriz, e para “colocar a política no comando” os membros do partido tomaram a direção de muitas fábricas. Além disso, o planejamento central foi relegado a um papel menor em favor de decisões espontâneas. O resultado do Grande Salto Adiante foi uma grave crise econômica. Em 1958, a produção industrial de fato “saltou” em 55% e o setor agrícola teve uma boa colheita. Em 1959, 1960 e 1961, no entanto, condições climáticas adversas, projetos de controle hídrico construídos indevidamente e outras alocações errôneas de recursos resultaram em declínios na produção agrícola. Em 1959 e 1960, o valor bruto da produção agrícola caiu 14% e 13%, respectivamente, e em 1961 caiu mais 2% para atingir o ponto mais baixo desde 1952. Entre 1958 a 1961 o país foi acometido pela Grande Fome Chinesa, com mais de 14 milhões de pessoas aparentemente morrendo de inanição e o número de nascimentos relatados sendo cerca de 23 milhões menor que em condições normais. O governo impediu um desastre ainda maior cancelando quase todas as encomendas de importações estrangeiras e usando as reservas cambiais do país para importar mais de cinco milhões de toneladas de grãos por ano a partir de 1960. Minas e fábricas continuaram a expandir a produção até 1960, em parte pela sobrecarga de trabalho e devido às novas instalações construídas durante o Primeiro Plano Quinquenal entraram em plena produção nesses anos. Depois disso, no entanto, a pressão excessiva sobre equipamentos e trabalhadores, os efeitos da crise agrícola, a falta de coordenação econômica e a retirada da assistência soviética fizeram com que a produção industrial caísse 38% em 1961 e 16% em 1962.

### Reajuste e recuperação (1961-65): “agricultura em primeiro lugar”.
Diante do colapso econômico no início da década de 1960, o governo revisou as metas econômicas e elaborou um novo conjunto de políticas para substituir as do Grande Salto Adiante. A prioridade principal foi restaurar a produção agrícola e expandi-la a uma taxa que atendesse às necessidades da crescente população. O planejamento e a coordenação econômica deveriam ser restabelecidos, e a taxa de investimento deveria ser reduzida, com a reversão das prioridades, colocando a agricultura em primeiro plano, seguida pela indústria e então pela indústria pesada.
O governo comprometeu-se a mobilizar os recursos do país para promover o avanço tecnológico na agricultura e as mudanças organizacionais no setor envolveram principalmente a descentralização da tomada de decisões de produção e a distribuição de renda dentro da estrutura da comunidade. O papel da administração da comunidade central foi bastante reduzido, dando maior autonomia aos produtores e terrenos privados, que haviam desaparecido em algumas comunas durante o Grande Salto Adiante, foram oficialmente restaurados. O apoio econômico à agricultura tomou várias formas. Os impostos agrícolas foram reduzidos e os preços pagos pelos produtos agrícolas aumentaram em relação aos preços dos insumos industriais para a agricultura. Houve aumentos no fornecimento de fertilizantes químicos e vários tipos de máquinas agrícolas, notavelmente pequenas bombas elétricas para irrigação.
Na indústria, algumas empresas importantes voltaram ao controle central, mas a maioria delas empresas permaneceu nas mãos de governos locais e de nível provincial. As importações de máquinas estrangeiras avançadas, que haviam sido interrompidas com a retirada da assistência soviética a partir de 1960, foram iniciadas com o Japão e países da Europa Ocidental.
Durante o período de reajuste e recuperação de 1961-65, a estabilidade econômica foi restaurada e, em 1966, a produção tanto na agricultura quanto na indústria ultrapassou os níveis máximos do período do Grande Salto Adiante. Entre 1961 e 1966, a produção agrícola cresceu a uma taxa média de 9,6% ao ano e a produção industrial aumentou nos mesmos anos a uma taxa média anual de 10,6%, em grande parte devido à revitalização de plantas que haviam operado abaixo da capacidade após o colapso econômico em 1961. Outra importante fonte de crescimento nesse período foi a disseminação de pequenos indústrias rurais, particularmente minas de carvão, usinas hidrelétricas, fábricas de fertilizantes químicos e de máquinas agrícolas. O modelo econômico que emergiu nesse período combinou elementos do sistema de estilo soviético altamente centralizado, industrialmente orientado, do Primeiro Plano Quinquenal, com aspectos da descentralização da propriedade e da tomada de decisões que caracterizaram o Grande Salto Adiante, com forte ênfase no desenvolvimento agrícola. Mudanças importantes na política econômica ocorreram em anos posteriores, mas o sistema básico de propriedade, estrutura de tomada de decisão e estratégia de desenvolvimento que foi forjada no início dos anos 60 não foi significativamente alterado até o período de reforma dos anos 80.

### Política Econômica durante a Revolução Cultural (1966-1976)

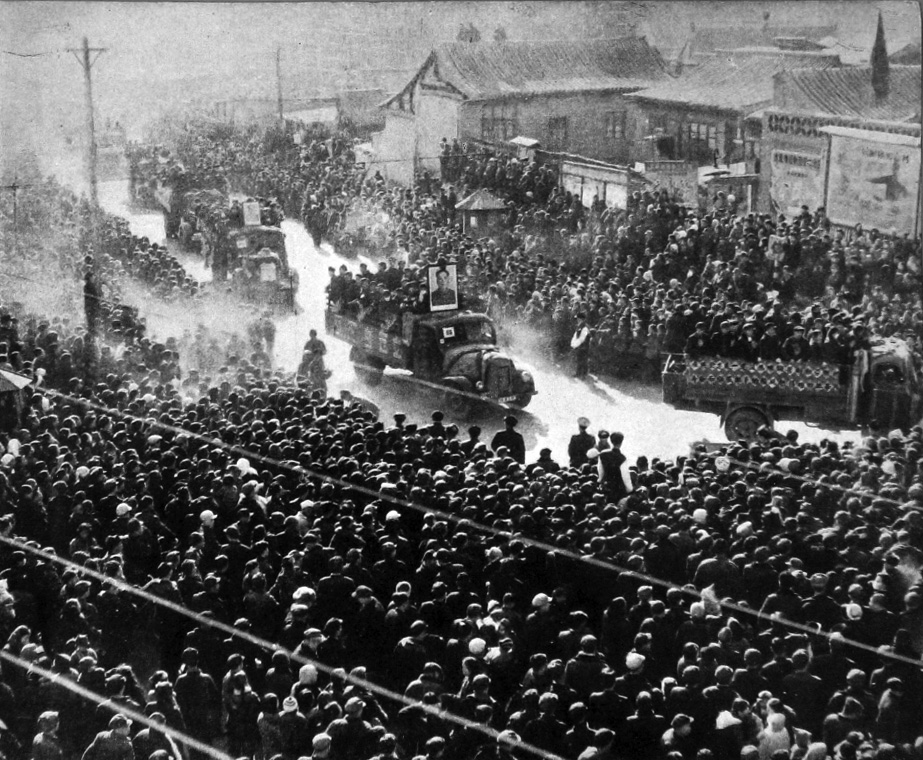
Funcionários públicos são enviados para trabalhar no campo durante o Grande Salto Adiante e, sobretudo, durante a Revolução Cultural Chinesa.

Em 1966, a "Revolução Cultural Chinesa" começou. Inicialmente, a campanha tinha como objetivo a volta de Mao Tse-tung ao poder, e "eliminar a burguesia liberal" do partido. Diferentemente do projeto "Grande Salto Adiante", a revolução cultural não tinha uma base econômica explícita. Todavia, a produção industrial foi grandemente afetada pelas confusões e discussões seguintes, quando milhões de pessoas simplesmente pararam de trabalhar, enquanto que políticos notáveis, proprietários de fábricas, e até mesmo professores, foram vítimas dos levantes massivos.
A Revolução Cultural, ao contrário do Grande Salto Adiante, foi principalmente uma revolução política e não produziu grandes mudanças nas políticas ou no modelo econômico. Não obstante, sua influência foi sentida em toda a sociedade urbana e afetou profundamente a economia. A produção agrícola estagnou, mas em geral as áreas rurais experimentaram menos turbulências do que as cidades, onde a produção reduziu consideravelmente, sobretudo devido à atividade política de estudantes e trabalhadores nas minas e fábricas. Uma segunda causa foi a interrupção do setor transporte resultante da requisição de trens e caminhões para transportar a Guarda Vermelha chinesa pelo país, gerando escassez de matérias-primas e outros suprimentos. Uma terceira influência foi a transferência da direção das fábricas para os comitês revolucionários, constituídos por representantes do partido, dos trabalhadores e do Exército de Libertação Popular da China. Além disso, engenheiros, gerentes, cientistas, técnicos e outros profissionais foram “criticados” e presos ou enviados para o campo para “participar do trabalho”. O efeito foi um declínio de 14% na produção industrial em 1967. Um certo grau de ordem foi restaurado pelo exército no final de 1967 e 1968, e o setor industrial retornou a uma taxa alta de crescimento em 1969. Outros dois aspectos da Revolução Cultural tiveram efeito negativo de longo prazo na economia chinesa: as importações de equipamentos estrangeiros, necessárias para o avanço tecnológico, foram reduzidas devido à xenofobia e escassez de pessoal altamente qualificado causado pelo fechamento das universidades durante o período.

A revolução cultural deixou alguns legados problemáticos para a economia. Na indústria, os salários foram congelados e os bônus foram cancelados. Isto teve, juntamente com as políticas de empregar mais trabalhadores do que necessário para absorver os desempregados e de manter os trabalhadores num mesmo nível trabalhista, eliminou essencialmente os incentivos ao crescimento profissional, e consequentemente o crescimento da produção. Além disso, técnicos e muitos gestores perderam as suas autoridades e poderiam não desempenhar um papel efetivo na produção na trilha do movimento. Todo o sistema urbano, ademais, proveu apenas menos do que os necessários incentivos para alcançar maior eficiência na produção. Enquanto que a produção geral continuava a crescer, os lucros começaram a cair. Na agricultura, a produção per capita em 1977 não estava maior do que em 1957. Em 1952, a produção industrial bruta da China estava estimada em 34,9 milhões de yuans em valores atuais. O PIB per capita aumentou apenas 17% durante a década de 1960, e subiu para 70% durante a década de 1970.

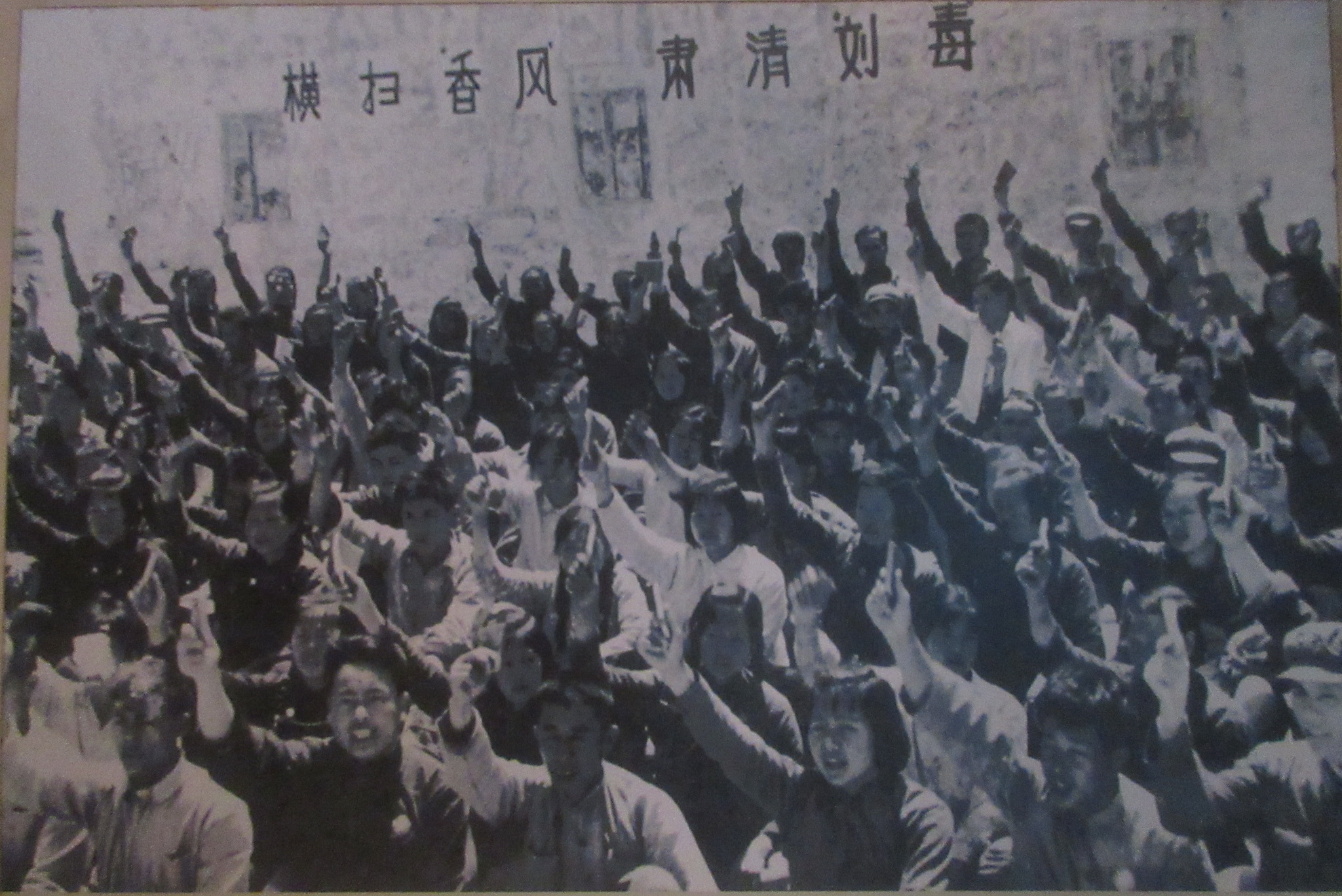
A Revolução Cultural foi marcada pelo confronto de ideais entre maoistas e elementos mais moderados e reformistas dentro do Partido Comunista Chinês, representados sobretudo por Liu Shaoqui e Deng Xiaoping.

À medida que a estabilidade política foi gradualmente restaurada, uma iniciativa renovada para o desenvolvimento coordenado e equilibrado foi iniciada sob a liderança do Primeiro Ministro Zhou Enlai. Para restabelecer a eficiência industrial, os comitês do Partido Comunista da China voltaram a ocupar posições de liderança sobre os comitês revolucionários, e uma campanha foi realizada para retornar o pessoal qualificado aos seus empregos tradicionais. As universidades foram reabertas e os contatos estrangeiros foram ampliados. Mais uma vez a economia sofria de desequilíbrios nas capacidades de diferentes setores industriais e uma necessidade urgente de aumentar o fornecimento de insumos modernos para a agricultura. Em resposta a esses problemas, houve um aumento significativo no investimento, incluindo a assinatura de contratos com empresas estrangeiras para a construção de grandes instalações para a produção de fertilizantes químicos, acabamento de aço e extração e refino de petróleo. O mais notável desses contratos foi para treze das maiores e mais modernas fábricas de fertilizantes químicos do mundo na época. Nesse período, a produção industrial cresceu a uma taxa média de 8% ao ano. A produção agrícola diminuiu um pouco em 1972 devido ao mau tempo, mas aumentou a uma taxa média anual de 3,8% para o período de 1970-74. O governo empreendeu uma reavaliação geral das necessidades de desenvolvimento, e Zhou Enlai apresentou as conclusões em um relatório ao Quarto Congresso Nacional do Povo em janeiro de 1975, pedindo as “Quatro Modernizações” (metas estabelecidas pela primeira vez por Deng Xiaoping para fortalecer os campos da agricultura, indústria, defesa nacional e ciência e tecnologia). Zhou enfatizou a mecanização da agricultura e um programa abrangente de dois estágios para a modernização de toda a economia até o final do século.

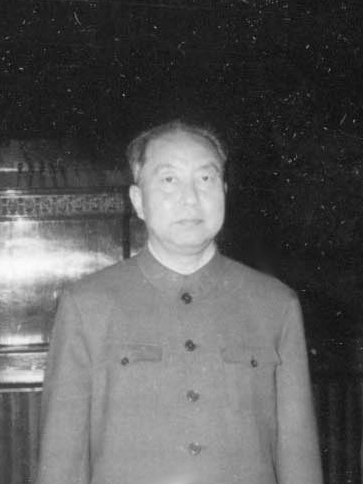
Hua Guofeng, sucessor de Mao Zedong no comando do Partido Comunista da China. O seu breve período como principal líder do país (1976-1981) foi marcado pela reversão de excessos da Revolução Cultural e pela transição para o período de reformas comandadas por Deng Xiaoping.

Durante o início e meados da década de 1970, um grupo radical mais tarde conhecido como Gangue dos Quatro tentou dominar o centro de poder através de sua rede de apoiadores e, sobretudo, através do controle da mídia. Líderes mais moderados, no entanto, estavam desenvolvendo um programa pragmático para a rápida modernização da economia que contradizia ao conjunto de políticas expressas na mídia. Iniciativas de Zhou Enlai e Deng Xiaoping foram veementemente atacadas na imprensa e em campanhas políticas como “ervas daninhas venenosas”. Usando órgãos oficiais de notícias, a Gangue dos Quatro defendia a primazia dos incentivos não materiais e políticos, a redução radical da desigualdade de renda e a eliminação de terrenos agrícolas privados, além de se oporem ao fortalecimento do planejamento central e denunciaram o uso de tecnologia estrangeira. Em face de tais pronunciamentos políticos contraditórios e correntes políticas incertas, administradores e tomadores de decisões econômicas em todos os níveis ficaram paralisados, a atividade econômica diminuiu e o incipiente programa de modernização quase parou. A incerteza e a instabilidade foram exacerbadas pela morte de Zhou Enlai em janeiro de 1976 e o segundo expurgo de Deng Xiaoping. Os efeitos da luta pelo poder foram agravados pela destruição resultante do terremoto de Tangshan em julho de 1976, num ano que não apresentou crescimento nem indústria nem na agricultura. O período de incertezas finalmente terminou quando a Gangue dos Quatro foi presa em outubro, um mês após a morte de Mao.

### Interlúdio Pós-Mao (1976-1978)
Após a queda da Gangue dos Quatro, a liderança sob Hua Guofeng - e em julho de 1977 o retorno de Deng Xiaoping - reafirmou o programa de modernização adotado por Zhou Enlai em 1975. Eles também estabeleceram uma série de novas políticas com a finalidade de realizar o projeto das “Quatro Modernizações”. As novas políticas fortaleciam a autoridade dos gerentes e tomadores de decisões econômicas em detrimento dos funcionários do partido, enfatizavam os incentivos materiais para os trabalhadores e exigiram a expansão dos sistemas de pesquisa e educação. O comércio exterior deveria aumentar, além de encorajar os intercâmbios de estudantes e "especialistas estrangeiros" com os países desenvolvidos. Esta nova política econômica foi delimitada no Quinto Congresso Nacional do Povo em fevereiro e março de 1978, quando Hua Guofeng apresentou o esboço de um ambicioso plano de dez anos para o período de 1976-85. O plano previa altas taxas de crescimento tanto na indústria quanto na agricultura e incluía 120 projetos de construção que exigiriam importações maciças de tecnologia estrangeira. Entre 1976 e 1978, a economia rapidamente se recuperou da estagnação da Revolução Cultural. A produção agrícola foi lenta em 1977 por causa de um terceiro ano consecutivo de condições climáticas adversas, mas se recuperou com uma safra recorde em 1978. A produção industrial cresceu 14% em 1977 e 13% em 1978.

## A reforma do sistema econômico a partir de 1978
No marco do Terceiro Plenário do 11º Comitê Central do Congresso Nacional do Partido Comunista, aberto em 22 de dezembro de 1978, os líderes partidários decidiram empreender um programa de reforma gradual porém fundamental do sistema econômico, promovendo a Abertura Econômica da China. Eles haviam chegado a conclusão de que a versão maoista de planejamento central não conseguira resultar num crescimento econômico eficiente, fazendo com que a China ficasse muito atrás não apenas das nações industrializadas do Ocidente, mas também das novas potências industriais da Ásia: Japão, Coreia do Sul, Singapura, Taiwan e Hong Kong. No final da década de 1970, enquanto o Japão e Hong Kong rivalizavam com os países europeus no âmbito da tecnologia moderna, os cidadãos chineses se deparavam com suprimentos alimentares insuficientes, racionamento de vestuário, moradia inadequada e um setor de serviços ineficiente.
O objetivo do programa de reforma não era abandonar o comunismo, mas fazê-lo funcionar melhor aumentando substancialmente o papel dos mecanismos de mercado no sistema e reduzindo, mas não eliminando, o planejamento governamental e o controle direto. O processo de reforma foi incremental. Novas medidas foram introduzidas experimentalmente em algumas localidades e, em seguida, eram popularizadas e disseminadas de acordo com seu sucesso. Em 1987, o programa alcançara resultados notáveis no aumento da oferta de alimentos e outros bens de consumo e criara um novo clima de dinamismo e oportunidade. Ao mesmo tempo, porém, as reformas também criaram novos problemas e tensões, levando a intensos questionamentos e lutas políticas sobre o futuro do programa.

### Período de reajuste (1979-1981)

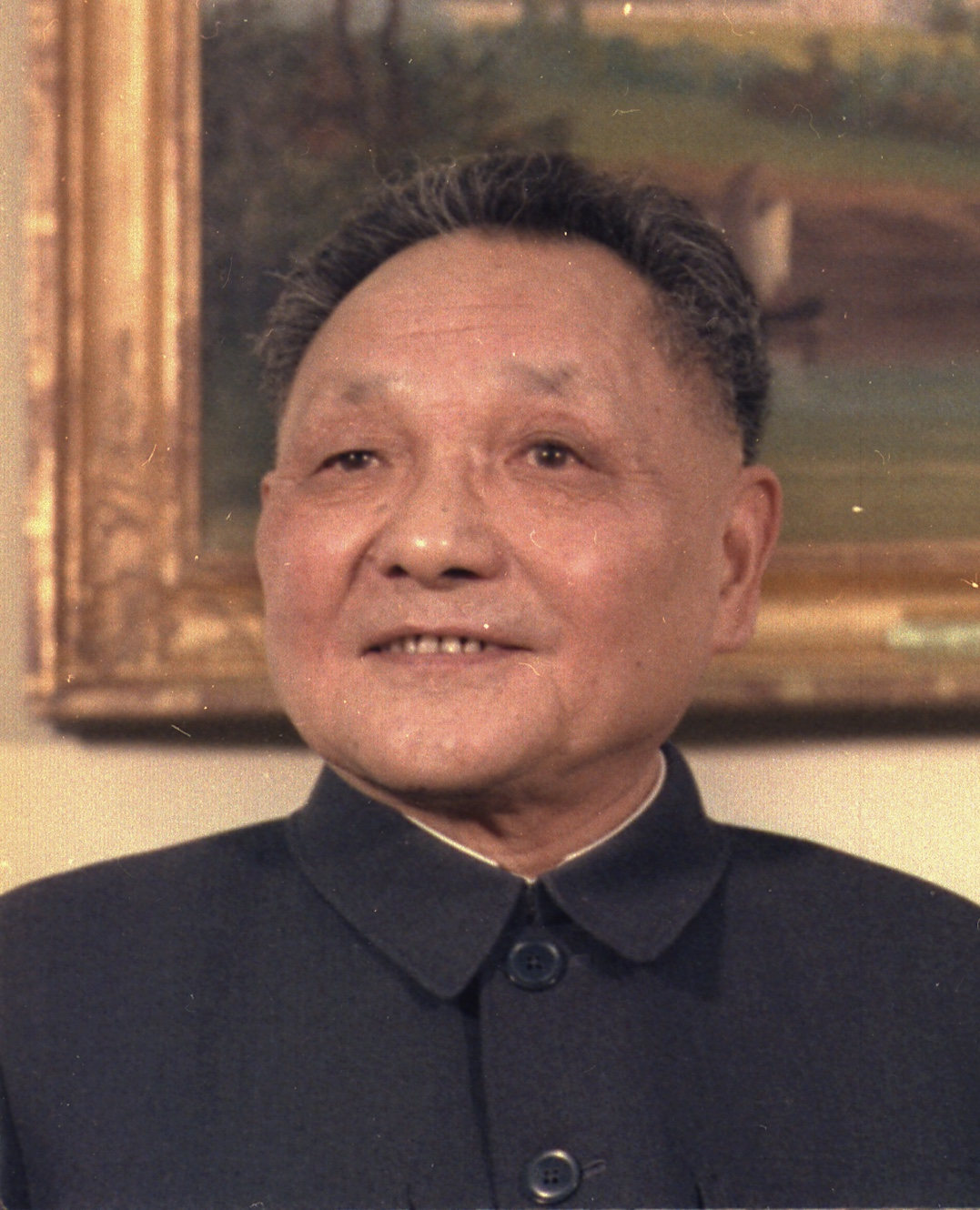
Deng Xiaoping foi o principal líder chinês entre 1978 e 1989, embora nunca tenha exercido o cargo de secretário-geral do PCC ou presidente da China. Durante esse período o país passou por um processo de abertura econômica, o qual muitos especialistas consideram como crucial para o atual estágio do desenvolvimento econômico chinês.

Os primeiros anos do programa foram designados como o “período de reajuste”, durante o qual os principais desequilíbrios deveriam ser corrigidos e uma base deveria ser estabelecida para uma campanha de modernização bem planejada. A programação do plano decenal de Hua Guofeng foi descartada, embora muitos de seus elementos tenham sido mantidos. Os principais objetivos do processo de reajuste eram expandir as exportações rapidamente; superar as principais deficiências nos setores de transporte, comunicações, carvão, ferro, aço, materiais de construção e energia elétrica; e corrigir o desequilíbrio entre a indústria leve e pesada, aumentando a taxa de crescimento da indústria leve e reduzindo o investimento na indústria pesada. A produção agrícola foi estimulada em 1979 através de um aumento de mais de 22% nos preços pagos pela compra dos produtos.
A política de reforma mais bem-sucedida, o sistema de produção por responsabilidade contratual na agricultura, foi implantada pelo governo em 1979 como uma forma de aumentar as rendas nas unidades rurais pobres em áreas montanhosas ou áridas. Tal sistema permitia que famílias de agricultores individuais trabalhassem em um terreno em troca de entregar uma quantidade definida de produtos ao coletivo por preço determinado, obtendo lucro. Esse arranjo criou fortes incentivos para redução dos custos de produção e aumento da produtividade e, após sua introdução, foi adotado por unidades agrícolas em todos os tipos de áreas. A produção agrícola também foi estimulada pelo estabelecimento de mercados livres de agricultores em áreas urbanas e no campo, permitindo que “famílias especializadas” operassem numa base com fins lucrativos, dedicando seus esforços à produção de um bem ou serviço escasso.
Na indústria, as principais inovações aumentaram a autonomia dos gerentes empresariais, reduziram a ênfase nas cotas planejadas, permitiram que as empresas produzissem bens para venda no mercado  e permitiram que as empresas concedessem bônus para recompensar produtividade. O governo também testou uma mudança nos procedimentos financeiros em determinadas estatais: em vez de remeter todos os seus lucros para o estado, como era normalmente feito, essas empresas passaram a pagar um imposto sobre seus lucros e reter saldos para reinvestimento e distribuição de bônus aos trabalhadores.
O governo também estabeleceu empresas industriais e de serviços coletivas, como forma de absorver o desemprego entre os jovens e, ao mesmo tempo, aumenta a oferta de produtos industriais leves. Empresas individuais também foram autorizadas, depois de terem virtualmente desaparecido durante a Revolução Cultural, e sapateiros, alfaiates, funileiros e vendedores independentes voltaram a realizar suas atividades nas cidades. Os procedimentos de comércio exterior foram facilitados, permitindo que empresas individuais e departamentos administrativos além do Ministério do Comércio Exterior (que se tornou o Ministério de Relações Econômicas Estrangeiras e Comércio em 1984) se envolvessem em negociações diretas com firmas estrangeiras. Uma ampla gama de acordos de cooperação, comércio e crédito foram realizados para que a China pudesse entrar na corrente principal do comércio internacional.

### Reforma e abertura (1982)

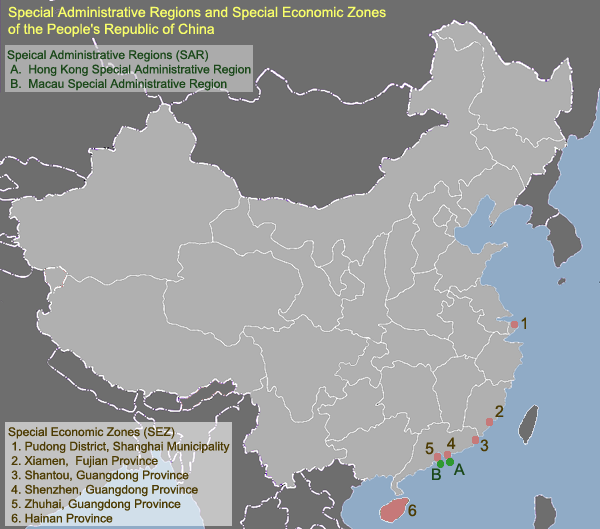
Localização das Zonas Econômicas Especiais na China, estabelecidas entre 1979 e 1984.

O período de reajuste produziu resultados promissores, aumentando substancialmente a renda e a disponibilidade de alimentos, moradia e outros bens de consumo, além de gerar fortes taxas de crescimento em todos os setores, exceto na indústria pesada, onde houve uma restrição intencional. Com base nos sucessos iniciais, o programa de reforma foi ampliado e Deng Xiaoping passou  a defender a “reforma e abertura” do sistema econômico e do comércio exterior, respectivamente.
Na agricultura, o sistema de responsabilidade contratual foi adotado como norma organizacional em todo o país e a estrutura comunitária foi desmantelada. No final de 1984, aproximadamente 98% de todas as famílias rurais estavam sob este sistema, e quase todas as comunas haviam sido dissolvidas. As responsabilidades administrativas das comunas foram entregues aos governos municipais e distritais. O livre mercado para produtos agrícolas foi ampliado e, com o aumento das possibilidades de comercialização e o aumento da produtividade, a renda das fazendas aumentou rapidamente.
Na indústria, a complexidade impedia que uma política simples trouxesse o tipo de melhoria dramática que o sistema de responsabilidade alcançara na agricultura. No entanto, um conjunto de políticas baseadas em maior flexibilidade e autonomia gerou altas taxas de crescimento e aumentou a eficiência das empresas. Os gerentes gradualmente conquistaram maior controle sobre suas unidades, incluindo o direito de contratar e demitir, embora o processo exigisse disputas com burocratas e quadros partidários. A prática de remeter apenas os impostos sobre os lucros tornou-se universal em 1985. Outra mudança foi o estabelecimento de taxas de juros para os empréstimos junto a fundos de investimento e a necessidade de reembolso das alocações orçamentárias do governo, que até 1987 não existiam.
Antes do período de reforma, o valor combinado de importações e exportações raramente excedia 10% da renda nacional. Em 1980 era de 15%, em 1984 era de 21% e em 1986 chegou a 35%. Ao contrário dos períodos anteriores, quando a China buscou alcançar a autossuficiência, o comércio exterior passou a ser considerado uma importante fonte de fundos de investimento e de acesso à tecnologia moderna. As restrições ao comércio foram afrouxadas ainda mais em meados dos anos 80 e o investimento estrangeiro foi legalizado, sendo mais comuns em joint ventures entre empresas estrangeiras e unidades chinesas. A propriedade exclusiva de investidores estrangeiros também se tornou legal, mas a viabilidade de tais empreendimentos permaneceu questionável.
Os símbolos mais visíveis do novo status do comércio exterior eram as quatro “zonas econômicas especiais” costeiras (ZEEs), criadas em 1979 como enclaves em que o investimento estrangeiro poderia receber tratamento especial. Três das quatro zonas - Shenzhen, Zhuhai e Shantou - estavam localizadas na província de Guangdong, perto de Hong Kong. A quarta, Xiamen, na província de Fujian, ficava do outro lado do estreito de Taiwan. Mais significativo para o desenvolvimento econômico da China foi a designação, em abril de 1984, de zonas de desenvolvimento econômico nas catorze maiores cidades costeiras - incluindo Dalian, Tianjin, Xangai e Guangzhou, todas importantes centros comerciais e industriais. Essas zonas deveriam realizar trocas produtivas com empresas estrangeiras, transferindo tecnologia avançada às principais redes econômicas chinesas.
O comércio interno também foi estimulado, transferindo a alocação de bens e serviços do plano do governo para o mercado. O empreendedorismo privado e as atividades de livre mercado foram legalizados na década de 1980 e as autoridades centrais tiveram de combater a imposição de impostos excessivos por parte de agências governamentais locais aos comerciantes independentes. Em 1987, o sistema estatal de agências comerciais coexistia com um sistema privado e coletivo de rápido crescimento, oferecendo uma gama mais ampla de opções de consumo para os cidadãos chineses do que em qualquer outro momento anterior.

Crescimento do PIB nominal chinês de 1952 a 2000, com destaque para a sua aceleração desde a década de 1980

Embora o programa de reformas tenha alcançado sucessos impressionantes, também deu origem a vários problemas sérios. Um problema era o confronte da autoridade partidária com os princípios de liberdade comercial e autonomia gerencial dos profissionais. Outra dificuldade foi uma onda de crime, corrupção e “deterioração moral” causada pelo clima econômico e político menos autoritário. As tensões mais fundamentais foram as disparidades crescentes de renda e a ameaça generalizada da inflação. Essas preocupações desempenharam um papel na luta política que culminou na renúncia forçada do secretário-geral do partido, Hu Yaobang, em 1987. Após a renúncia de Hu, a liderança do partido se envolveu em um intenso debate sobre o futuro das reformas e como equilibrar a eficiência do mercado com a orientação e controle do governo. O compromisso em promover reformas foi afirmado, mas seu ritmo, e a ênfase a ser colocada nas alavancas macroeconômicas e microeconômicas, continuaram sendo objeto de cautela.

### Agricultura
Em 1985, o setor agrícola empregava cerca de 63% da força de trabalho e sua proporção no PIB era de cerca de 33%. Havia baixa produtividade dos trabalhadores devido ao escasso fornecimento de maquinário agrícola e outros insumos modernos, sendo que a maioria dos processos agrícolas ainda eram feitos à mão. Havia pequena área de terras aráveis (pouco acima de 10% da área total, em comparação com 22% nos Estados Unidos) e uso intensivo de terra; todos os campos produziam pelo menos uma safra por ano e, onde quer que as condições permitissem, duas ou até três safras eram cultivadas anualmente, especialmente no sul. Os grãos eram o produto mais importante, incluindo arroz, trigo, milho, sorgo, cevada e milheto. Outras culturas importantes incluíam algodão, juta, sementes oleaginosas, cana-de-açúcar e beterraba sacarina. Os ovos também eram um produto importante. A produção de suínos aumentou de forma constante, sobretudo em lotes familiares, da mesma forma que a avicultura. Outros animais eram relativamente limitados em número, com exceção de ovelhas e cabras, que pastavam em grandes rebanhos em pastagens da Região Autônoma da Mongólia Interior e no noroeste. A pesca marinha e de água doce eram também substanciais. Os recursos madeireiros estavam localizados principalmente no nordeste e sudoeste, e grande parte do país foi desflorestada séculos atrás. Uma grande variedade de frutas e vegetais era cultivada.

### Indústria
Em 1985, a indústria empregava cerca de 17% da força de trabalho, embora produzisse mais de 46% do PIB, sendo o setor que mais cresceu, com taxa anual média de 11% de 1952 a 1985. Havia uma ampla gama de níveis tecnológicos, desde pequenas unidades de artesanato e empresas usando máquinas instaladas ou projetadas nas décadas de 1950 e 1960 até fábricas grandes e modernas, incluindo têxteis, siderúrgicas, fábricas de fertilizantes químicos e instalações petroquímicas, além de indústrias leves em expansão produzindo bens de consumo. A China produzia a maioria dos tipos de produtos feitos por países industrializados, embora com quantidades limitadas de itens de alta tecnologia. A transferência de tecnologia foi realizada com a importação de plantas, equipamentos e projetos completos como um importante meio de progresso. Os principais centros industriais estavam na província de Liaoning, na área de Beijing-Tianjin-Tangshan, em Xangai e em Wuhan. Os recursos minerais incluíam enormes reservas de minério de ferro e havia suprimentos suficientes para quase todos os outros minerais industriais. Mineração e tecnologias de processamento de minério atrasadas foram gradualmente sendo substituídas por modernos processos, técnicas e equipamentos.

### Recursos Energéticos
A China era auto-suficiente em quase todas as formas de energia. O carvão e o petróleo passaram a ser exportados desde o início dos anos 70: as reservas de carvão estavam entre as maiores do mundo e a tecnologia de mineração foi sendo aperfeiçoada no final dos anos 80; as reservas de petróleo eram muito grandes na época, mas de qualidade variável e em locais diferentes. Acredita-se que  reservas de petróleo no noroeste e reservas offshore estejam entre as maiores do mundo. A exploração e a extração foram limitadas pela escassez de equipamentos e pessoal treinado. Vinte e sete contratos de exploração e produção offshore conjunta de companhias de petróleo japonesas e ocidentais foram assinados em 1982, mas no final da década de 1980 apenas alguns poços produziam. As reservas substanciais de gás natural estavam no norte, noroeste e no mar. O potencial hidrelétrico do país era o maior do mundo e o sexto maior em capacidade, com projetos hidroelétricos muito grandes em construção e outros em fase de planejamento. A energia térmica, principalmente carvão, produzia aproximadamente 68% da capacidade de geração em 1985, aumentando para 72% em 1990. A ênfase na energia térmica no final da década de 1980 foi vista pelos formuladores de políticas como uma solução rápida e de curto prazo para as necessidades energéticas. e a energia hidrelétrica e nuclear era vista como uma solução de longo prazo. O crescimento da produção de petróleo continuou a fim de atender às necessidades da mecanização nacional e proporcionou importantes divisas estrangeiras, mas o uso doméstico foi restringido, tanto quanto possível, até o final da década.

### Comércio Exterior
O comércio exterior era pequeno para os padrões internacionais, mas estava crescendo rapidamente em tamanho e importância, já que representava 20% do PIB em 1985. O comércio era controlado pelo Ministério de Relações Econômicas Estrangeiras e Comércio, bem como suas unidades subordinadas, e pelo Bank of China, responsável pelo setor de câmbio do Banco Popular da China. A descentralização substancial e o aumento da flexibilidade nas operações de comércio exterior ocorreram desde o final da década de 1970. Os têxteis lideravam a categoria de exportação, em que também se destacava petróleo e alimentos. As principais importações incluíam máquinas, equipamentos de transporte, produtos manufaturados e produtos químicos. O Japão era o parceiro comercial dominante, respondendo por 28,9% das importações e 15,2% das exportações em 1986. Hong Kong era um mercado líder para as exportações (31,6%), mas uma fonte de apenas 13% das importações. Em 1979, os Estados Unidos tornaram-se a segunda maior fonte de importações da China e, em 1986, eram o terceiro maior parceiro comercial global. A Europa Ocidental, particularmente a República Federal da Alemanha, também era um importante parceiro comercial.

### PIB Chinês
Em 1985, o Conselho de Estado da China aprovou a criação de um Sistema Nacional de Contabilidade, usando o PIB para medir a economia nacional. A China iniciou o estudo da fundamentação teórica, orientação e modelo contábil etc., para estabelecer um novo sistema de contabilidade econômica nacional. Em 1986, como o primeiro cidadão da República Popular da China a receber um doutoramento em economia em um país estrangeiro, o Dr. Fengbo Zhang chefiou a Pesquisa Macroeconômica Chinesa - o principal projeto de pesquisa do sétimo Plano Quinquenal da China, além de completar e publicar os dados do produto chinês, sendo o primeiro publicado pela China. Os dados estão presente no livro "Estrutura e Política Macroeconômica Chinesa" (junho de 1988), editado por Fengbo Zhang, de autoria coletiva do Centro de Pesquisa do Conselho de Estado da China.
A pesquisa utilizou o método do Banco Mundial como referência e fez os ajustes apropriados com base na condição nacional da China. O PIB também foi convertido em dólares, utilizando uma taxa de câmbio média móvel. A pesquisa também analisou o PIB da China e o PIB per capita de 1952 a 1986, com enfoque na taxa de crescimento e nas taxas de mudança e de contribuição de cada componente. A pesquisa também incluiu comparações internacionais. Além disso, a pesquisa comparou MPS (Material Product System) e SNA (Sistema de Contabilidade Nacional), analisando os resultados dos dois sistemas de análise na economia chinesa. Essa conquista criou a base para a pesquisa do PIB da China. O Conselho de Estado da China emitiu "O aviso relativo à implementação do Sistema Nacional de Contabilidade" em agosto de 1992, onde o sistema SNA ocidental foi oficialmente introduzido na China, substituindo o sistema MPS da União Soviético, com o indicador econômico ocidental tornando-se o  mais importante da China. Com base na pesquisa do Dr. Fengbo Zhang, em 1997, o Departamento Nacional de Estatística da China, em colaboração com a Universidade Hitotsubashi do Japão, estimou os dados do PIB da China de 1952 até 1995 com base no SNA.

### 1980 – 1990
Desde 1979, a China começou a realizar grandes reformas na sua economia. As lideranças chinesas adotaram perspectivas práticas em muitos problemas políticos e socioeconômicos, e reduziram drasticamente o papel da ideologia na política econômica. A estabilidade política e social, a produtividade econômica, o bem-estar social e o bem-estar do consumidor foram considerados soberanos e indivisíveis. Nestes anos, o governo enfatizou o aumento da renda pessoal e do consumo, e introduziu novos sistemas de gerenciamento para ajudar a aumentar a produtividade. O governo também focou o comércio exterior como um importante veículo de crescimento econômico. Durante a década de 1980, a China tentou combinar a economia planificada com as reformas de mercado  para aumentar a produtividade, os padrões de vida e a qualidade tecnológica sem agravar a inflação, o desemprego e os déficits de orçamento. As reformas começaram na agricultura, na indústria, na política fiscal e financeira, nos bancos, no ajuste de preços e nos sistemas de trabalho.
As reformas agrícolas e rurais começaram com grande aumento dos preços dos produtos agrícolas em 1979. Em 1981, as autoridades começaram a desmantelar as fazendas coletivas juntamente com a introdução do sistema de responsabilidade familiar, que transferia a responsabilidade da produção da coletividade para cada família, o que permitiu que cada família tivesse um maior poder de decisão nas atividades agrícolas. Durante aquela época, o número e tamanho dos fúndios privados cresceram, e a maior parte das restrições da venda de produtos agrícolas em mercados livres foi cancelada.
A partir de 1984, as comunas populares começaram a ser grandemente eliminadas, depois de mais de 25 anos de existência. Ainda naquela época, foi legalizado os contratos de concessão de terras em longo prazo e a concentração de terras por meio de sublocações de terrenos. Em 1985, o governo anunciou que poderia desmantelar o sistema de procurações planificadas, com parcelas de cotas de produtos agrícolas para o estado. Os camponeses que pararam de trabalhar foram incentivados a procurarem empregos em áreas rurais e em pequenas cidades. Porém, estes camponeses não obtiveram permissão para se mudarem para cidades maiores.
Com o aumento da produção agrícola, ficaram legalizados os proprietários privados de bens de produção, embora a maior parte das fábricas industriais, sem nexo com a agricultura, continuaram a pertencer ao estado e a ficar sob as diretrizes da economia planificada chinesa. O governo também incentivou atividades que não tinham relação com a agricultura, tais como a fundação de empresas pequenas em localidades rurais, e promoveu mais autonomia das empresas estatais. Além disso, o governo aumentou a competição no mercado, e facilitou as relações diretas entre empresas chinesas e estrangeiras. A China também se firmou no financiamento estrangeiro e nas importações. As restrições ao comércio exterior foram relaxadas e os empreendimentos conjuntos foram incentivados.
Foi prometida a reforma econômica urbana para integrar a China de forma mais plena à economia internacional. O desenvolvimento do setor privado foi permitido. Também foi permitida a concorrência de empresas privadas com as empresas estatais em vários setores de serviços, e o aumento da participação do setor privado nas operações de infraestrutura, como a construção. As autoridades chinesas racionalizaram os preços dos materiais de construção e transferiram de alguma forma os investimentos para a indústria leve e para a indústria de alta tecnologia, que antes eram dirigidos para metalúrgicas e para indústrias montadoras de máquinas. Porém, a ênfase na resolução de problemas críticos, tais como a produção de energia, o sistema de transporte e de comunicação foi diminuída. Pessoas foram incentivadas a ter um emprego público, no qual eram incentivadas a obter especializações, treinamentos, habilidades, ou mesmo talento. Para isso, o governo deu incentivos materiais, tais como planos de carreira e sistemas de bonificação. Além disso, o governo incentivou o consumismo, o que levaria os trabalhadores a trabalharem mais arduamente para conseguir os objetos de consumo, e assim aumentando a produtividade. As alocações de recursos feitos pela economia planificada foram reduzidas. O governo também deu mais autonomia às empresas privadas, que passariam a ser responsáveis pelos ganhos, e também pelas perdas.
A planificação central governamental (obrigatória) foi reduzida e o sistema de remissão de lucros foi substituído por contratos e sistemas de taxas. A redução da área de atuação da economia planificada foi baseada no pretexto de que as forças de mercado poderiam alocar mais eficientemente muitos recursos. Este pretexto requer um sistema de preços racional que toma em conta qualquer tecnologia e escassez existente. No entanto, por causa dos grandes subsídios que foram implementados no sistema econômico chinês, a reforma nos preços tornou-se uma questão extremamente sensível. O receio da inflação também significou uma barreira para a implantação das reformas. Todavia, o fato de que produtos produzidos em excesso, além do acordado nos planos, poderiam ser vendidos, na maior parte dos casos, sob os preços do mercado livre, criou dois sistemas de preços que poderiam retroceder gradualmente a economia dos preços fixos de forma administrativa para uma época anterior.
Várias medidas foram tomadas para aumentar os incentivos para os gestores de empresas, e também para aumentar a eficiência de suas empresas. As empresas também podiam contribuir com uma grande parcela na produção chinesa, e quanto mais eficiente fosse a empresa, mais gestores poderiam ser recompensados. Juntamente com isso, a permissão para as empresas de comprarem e venderem mercadorias que estavam em excesso essencialmente para o mercado livre significava que os preços assim obtidos eram muito mais altos do que mercadorias produzidas para satisfazer o plano de cotas. A autoridade gestora nas empresas foi fortalecida, e voltou a ser permitido o pagamento de bônus, inclusive o gradativo aumento de tais bônus. O plano econômico da China também desviou alguns recursos estatais para a indústria leve, como por exemplo, para empresas da indústria leve que produziram mercadorias de alta qualidade com prioridade para o consumo de energia.
Durante a década de 1980, estas reformas levaram a taxas de crescimento médio anual de 10% na produção agrícola e industrial. A variedade de mercadorias de indústrias leves e de consumo aumentou. A indústria teve os maiores ganhos especialmente em regiões próximas a Hong Kong e no litoral do estreito de Taiwan, onde investimentos estrangeiros ajudaram a aumentar de forma vigorosa a produção de bens domésticos e para exportação. A renda real per capita em áreas rurais duplicou. A China tornou-se autossuficiente na produção de grãos; as indústrias rurais tiveram uma participação de 23% de toda a produção agrícola chinesa, ajudando a absorver a força de trabalho excessiva nas regiões rurais chinesas. As iniciativas para criar um mercado de trabalho mais livre também foram parte dos planos governamentais para alcançar uma maior eficiência. Com a reforma dos preços, que ajudou muitos cidadãos a terem uma vida mais confortável e segura do que cidadãos em muitos países capitalistas, poderia haver sérias repercussões nas relações com o público em geral. As mudanças prosseguiram lentamente nesta área sensível.
Foi permitido, através de uma decisão governamental de 1978, o investimento estrangeiro direto em várias e pequenas "zonas econômicas especiais" ao longo da costa chinesa. Porém, faltava para o país a infraestrutura legal e a experiência necessária de práticas especiais para fazer deste aspecto atrativo para muitos investidores estrangeiros. No começo da década de 1980, passos foram dados para expandir várias áreas que poderiam aceitar o investimento estrangeiro com o mínimo de restrição, e foram dadas iniciativas relacionadas para desenvolver a infraestrutura legal e outras infraestruturas necessárias para o bom andamento deste processo. Este esforço adicional resultou na consideração de 14 cidades costeiras e três regiões costeiras como "regiões abertas" para o investimento estrangeiro. Todos estes locais tiveram uma política diferenciada na cobrança de impostos, além de outras vantagens para o investimento estrangeiro. Leis sobre contratos, patentes, e outras matérias relacionadas com o comércio estrangeiro foram modificadas para tentar atrair o capital internacional para aumentar substancialmente o desenvolvimento chinês. Porém, a grande natureza burocrática da economia da China mostrou vários problemas inerentes para empresas estrangeiras que queriam operar em ambiente chinês. Com isso, a China teve que adicionar mais incentivos para atrair o capital estrangeiro.
As ameaças comuns para a reforma foram a procura pela eficiência e por um pretexto de que o gerenciamento da economia por grandes burocratas governamentais poderia não produzir o resultado esperado. As mudanças no modo de pensar e das estratégias da economia da China desde 1978 foram muito grandes - com fortes repercussões potenciais para os interesses políticos - que na prática, teve inevitavelmente que ficar consideravelmente por trás da política declaratória. Foram notáveis durante este período as mudanças na política econômica chinesa, que variou entre as reformas de mercado e a volta parcial para a confiabilidade da economia planificada. De fato, no final de 1989, a política econômica da China voltou a ter uma maior ênfase na economia planificada e nas grandes empresas estatais, que significou um grande freio nas reformas econômicas. As lideranças chinesas experimentaram frequentemente dentro de seu sistema econômico híbrido os piores resultados do socialismo (a exaustão, a corrupção política, o desrespeito à propriedade privada) e do capitalismo (grandes perdas, grande diferenciação entre as classes rica e pobre, inflação contínua). O governo então reativou e desativou periodicamente os controles centrais da economia planificada. No final do ano de 1980, a economia ficou abalada pelos altos índices de inflação. Como reação ao receio de uma inflação descontrolada causada pelo aceleramento das reformas de preço, as lideranças chinesas introduziram um programa de austeridade.

### 1990 – 2000
A economia ganhou novamente impulso no início da década de 1990. Durante uma visita de ano novo chinês ao sul da China no começo do ano de 1992, o principal líder chinês, Deng Xiaoping, fez uma série de pronunciamentos políticos com o objetivo de dar novo ímpeto e para revigorar o processo de reforma econômica. Mais tarde, no final daquele ano, Deng Xiaoping reforçou seus pedidos para o aceleramento da economia durante o 14º Congresso do Partido Comunista Chinês, e declarou que a tarefa principal da China na década de 1990 seria criar um "socialismo de mercado". Foi anunciada a continuidade do sistema político, mas também foi anunciada a reforma do sistema econômico, que seria o "carro-chefe" do plano de desenvolvimento econômico chinês durante a década de 1990.
Em 1993, a produção e os preços foram aumentados, os gastos governamentais fora do orçamento estatal foram extintos, e a expansão econõmica foi alimentada com a criação de mais de 2.000 zonas econômicas especiais, e o fluxo de entrada de capital estrangeiro para as zonas econômicas especiais foi facilitado. O governo aprovou outras reformas econômicas em longo prazo e prometeu em dar ainda mais poder para as instituições de mercado. Porém, as reformas visavam aumentar ainda mais o controle do estado sobre o sistema financeiro; as empresas estatais continuariam a dominar muitos setores industriais importantes no que foi chamado de "economia de mercado socialista". Devido ao receio da hiperinflação, as autoridades chinesas aumentaram os empréstimos de especulação, aumentaram taxas de juro e reavaliaram projetos de investimento. Com isso, o índice de crescimento econômico chinês aumentou e a taxa de inflação caiu de 17% em 1995 para 8% durante o início de 1996.
Em 1996, a economia continuou a crescer a cerca de 9,5% ao ano, juntamente com a inflação baixa. Porém, o ritmo de crescimento foi reduzido nos três anos seguintes, influenciado em parte pela crise financeira asiática. O crescimento econômico da China foi de 8,9% em 1997, 7,8% em 1998 e 7,1% em 1999. De 1995 a 1999, a inflação caiu drasticamente, refletindo as políticas monetárias mais atuadoras e medidas mais fortes para controlar os preços dos alimentos. O ano de 2000 mostrou um modesto freio na tendência de crescimento. O aumento do PIB chinês foi de 7% naquele ano, mas tinha quadruplicado desde 1978. Em 1999, com cerca de 1,25 bilhão de pessoas, mas com um PIB de apenas de 3.800 dólares per capita, a China tornou-se a segunda maior economia do mundo quando é considerado a Paridade de Poder de Compra, ficando apenas atrás dos Estados Unidos.
A crise financeira asiática afetou apenas marginalmente a China. Apenas o investimento estrangeiro direto foi grandemente afetado, além de uma forte queda nas suas exportações. Porém, a China tinha imensas reservas financeiras, uma moeda que não era conversível livremente, e de fluxos de entrada de capital que eram consistidos esmagadoramente de investimentos em longo prazo. Por essas razões, a China ficou grandemente isolada da crise regional, e o seu comprometimento de se não desvalorizar foi um grande fator de estabilidade na região. No entanto, a China teve redução no ritmo de seu crescimento econômico e teve um aumento do desemprego, baseados em problemas internos, incluindo um sistema financeiro que carregava uma série de imensos empréstimos sem valor, e de um massivo downsizing (eliminação de burocracia quanto a recursos humanos) criado pelas iniciativas agressivas de reformar as empresas estatais chinesas.
Apesar do desenvolvimento econômico chinês impressionante durante as duas últimas décadas, a reforma do setor estatal e da modernização do sistema bancário continuaram a ser grandes obstáculos. Mais da metade das empresas estatais chinesas foram ineficientes e relataram perdas. Durante o 15º Congresso do Partido Comunista Chinês, que ocorreu em setembro de 1997, o presidente da China, Jiang Zemin, anunciou planos de vender, fundir ou fechar a grande maioria das empresas estatais chinesas, para "aumentar as propriedades e bens privados e para diminuir as propriedades e bens públicos". Os planos foram endossados durante o 9º Congresso Nacional Popular, que ocorreu em março de 1998. No ano 2000, a China declarou que obteve sucesso na sua iniciativa, que durou três anos, para fazer a maioria das empresas estatais chinesas economicamente vantajosas.

### 2000 – dias de hoje
Após o terceiro plenário do Partido Comunista da China, que ocorreu em outubro de 2003, legisladores chineses mostraram várias propostas de emenda à Constituição Chinesa. Uma das propostas de emenda mais significativa foi a proposta de prover proteção para o direito de propriedades privadas. Os legisladores também indicaram que poderia haver uma nova ênfase sobre certos aspectos da política econômica geral chinesa, incluindo iniciativas para reduzir o desemprego (que estava em 8% a 10% em áreas urbanas), rebalancear a distribuição de renda entre as regiões urbana e rural, e de manter o crescimento econômico juntamente com a proteção do meio-ambiente, além de melhorar a igualdade social. Em março de 2004, o Congresso Popular Nacional aprovou as emendas.
O quinto plenário do Partido Comunista da China aprovou o décimo primeiro plano econômico de cinco anos (2006-2010), com a promessa de construir uma "sociedade harmônica" através de uma distribuição de riquezas mais balanceadas, além da melhora da educação, cuidados médicos e da segurança social. Em março de 2006, a Assembleia Popular Nacional aprovou o décimo primeiro plano econômico de cinco anos. O plano tinha como objetivo o aumento mais modesto do PIB, em torno de 9% ao ano, além da redução de 20% da intensidade energética (energia consumida por unidade do PIB) em 2010.
A economia da China cresceu em média 10% ao ano entre os anos de 1990 a 2004, o maior crescimento econômico do mundo. O PIB chinês cresceu 10% em 2003, 10,1% em 2004 e 10,4% em 2005, apesar das tentativas do governo de resfriar a economia. O giro de capital Chinês no comércio em 2006 passou de 1,76 trilhão de dólares, que faz da China a terceira maior nação-comerciante, ficando somente atrás dos Estados Unidos e da Alemanha.
Em 14 de janeiro de 2009, a Agência Nacional de Estatísticas da China publicou seus dados referentes ao ano financeiro de 2007, e confirmou que o crescimento do PIB chinês em 2007 chegou a 13%, muito maior do que as previsões, que previam que o PIB chinês iria subir 11,9% no mesmo ano. Os dados foram confirmados pelo Banco Mundial logo em seguida. O PIB chinês subiu para 3,4 trilhões de dólares, enquanto que o PIB da Alemanha foi de 3,3 trilhões de dólares em 2007. Isto faz da China o terceira maior economia do mundo, quando se considera o Produto Interno Bruto (PIB). Baseado nestes dados, a China teve, em 2007, o maior crescimento econômico desde 1994, quando a economia chinesa cresceu 13,4%. Talvez, a China tenha ultrapassado a economia da Alemanha mesmo bem antes do anúncio oficial, já que a economia informal chinês (incluindo o mercado cinza e mercado negro) é maior do que a economia informal da Alemanha. Louis Kuijs, um economista sênior no escritório do Banco Mundial em Pequim, disse que a economia chinesa pode ser 15% maior do que a economia alemã, quando considerado dados e prognósticos relativos a janeiro de 2009. De acordo com o economista chinês Ting Lu, que trabalha para a Merrill Lynch, acredita-se que a China ultrapassará a Economia do Japão em apenas três ou quatro anos.
Indicadores econômicos e sociais melhoraram desde o lançamento das várias reformas econômicas. Porém, a diferenças sociais e econômicas tornaram-se mais evidentes quando são comparadas as situações das províncias costeiras, mais ricas, com as províncias do interior, mais pobres. De acordo com estimativas das Nações Unidas em 2007, cerca de 130 milhões de pessoas na China - a maior parte das áreas rurais de províncias do sudoeste, do norte e do extremo oeste chinês - ainda vivem na pobreza, e consomem menos de um dólar por dia. Cerca de 35% da população chinesa vive com menos de dois dólares por dia.
Em médio prazo, os economistas declaram que há um amplo potencial da China manter relativamente o seu rápido crescimento econômico. Os economistas também preveem que a China tornar-se-á o maior país exportador do mundo. A urbanização na China, o progresso tecnológico e a equiparação com países desenvolvidos ainda tem décadas para começar. Porém, o crescimento econômico futuro está comprometido pela população em rápido envelhecimento, e pelo custo do danos no meio-ambiente.
A China lançou o seu plano de estímulo econômico para lidar especificamente com a crise econômica de 2008-2009. O plano de estímulo econômico focou primariamente em estabilizar os recursos domésticos, facilitando as restrições de crédito para hipotecas e para pequenas e médias empresas. Além disso, o plano abaixou impostos para vendas e para mercadorias do estado, e com isso, realizando mais investimentos públicos para o desenvolvimento da infraestrutura, tal como a melhora no sistema de ferrovias, de rodovias e de portos.
Grandes desastres naturais de 2008, tais como as tempestades de inverno na China, o terremoto em Sichuan e as enchentes no Sul da China afetaram ligeiramente o crescimento econômico nacional, mas afetaram fortemente a infraestrutura e a economia das regiões afetadas. As previsões de crescimento da província de Sichuan caíram para apenas 4,6% durante o segundo bimestre de 2008, mas o crescimento econômico da província ficou em 9,5% naquele ano. Grandes iniciativas de reconstrução ainda estão em andamento após o terremoto de maio de 2008. É esperado que os trabalhos de reconstrução perdurem por três anos. Apesar do fechamento de algumas fábricas durante os Jogos Olímpicos de Verão de 2008, a economia chinesa, principalmente a economia de Pequim, sofreu apenas mínimos impactos.